# Patrick Bosman
Pour les articles homonymes, voir Bosman.
Patrick Bosman (né le 24 mars 1994 à Haren aux Pays-Bas) est un coureur cycliste autrichien. Il a notamment remporté le Tour de Szeklerland en 2017.

## Biographie
En 2012, Patrick Bosman se classe troisième du championnat d'Autriche sur route juniors.
En 2013, il passe en catégorie espoirs au sein de l'équipe continentale autrichienne Tirol. À la fin de l'année, il termine dix-huitième du Tour d'Al Zubarah, au Qatar. Au cours de l'année 2014, il dévoile de bonnes qualités de grimpeur, en terminant troisième d'une étape et quatorzième du Tour de la Vallée d'Aoste, course par étapes montagneuse et réputée du calendrier international espoir. Il se révèle aussi être un bon rouleur, en atteste sa quatrième place sur le championnat d'Autriche du contre-la-montre. Il se classe également huitième du Raiffeisen Grand Prix et du Tour de Haute-Autriche, treizième de la Flèche du Sud.
En 2015, il se distingue en prenant la deuxième place de la cinquième étape du Tour de Chine, derrière Wang Meiyin. Au classement général, il se classe huitième, à 48 secondes du vainqueur Daniele Colli. En 2016, il est quatrième de la Carpathian Couriers Race. Aux championnats d'Autriche, il se classe septième de la course en ligne et du contre-la-montre.
En 2017, il rejoint l'équipe Hrinkow Advarics Cycleang. Après un début de saison difficile, il s'illustre au mois d'août en remportant une étape et le classement général du Tour de Szeklerland, devant son coéquipier Christian Mager. Il arrête sa carrière à l'issue de la saison 2019.

## Palmarès
- 2012
  - 3e du championnat d'Autriche sur route juniors
- 2014
  - 2e du championnat d'Autriche du contre-la-montre espoirs
- 2016
  - 2e du championnat d'Autriche du contre-la-montre espoirs
  - 2e du championnat d'Autriche sur route espoirs
- 2017
  - Tour de Szeklerland :
    - Classement général
    - 2ea étape

## Classements mondiaux
| Année           | 2014 | 2015 | 2016 | 2017 |
| --------------- | ---- | ---- | ---- | ---- |
| UCI Europe Tour | 832e |      | 878e | 661e |
| UCI Asia Tour   |      | 161e |      |      |